# Weidendell
Weidendell ist ein Weiler der Ortsgemeinde Leimbach im Eifelkreis Bitburg-Prüm in Rheinland-Pfalz.

## Geographische Lage
Weidendell liegt rund 3,5 km nordöstlich des Hauptortes Leimbach in einem schmalen Tal. Der Weiler ist ausschließlich von Waldgebieten umgeben und befindet sich unmittelbar an der Enz. Wenig südlich des Weilers befindet sich der Neuerburger Campingplatz „In der Enz“.

## Geschichte
Einige Funde aus römischer Zeit in der Nähe von Leimbach lassen auf eine frühe Besiedelung des Areals durch die Römer schließen. Der Hauptort selbst entstand während der Rodungsphase im Mittelalter.
Zur genauen Entstehungsgeschichte des Weilers Weidendell liegen keine Angaben vor. Bekannt ist jedoch, dass die Ansiedlung in der ersten Hälfte des 19. Jahrhunderts entstanden ist.
In Weidendell existieren keine Kulturdenkmäler oder denkmalwerte Bauten.

## Wappen von Leimbach

Das Wappen der heute übergeordneten Gemeinde Leimbach wurde in Anlehnung an den Weiler Weidendell entworfen und stellt diesen ebenfalls symbolisch dar.
Wappenbegründung: Das Wappen ist viergeteilt und zeigt in den Feldern 1 und 4 blaue Wellenbalken auf Silbergrund. Sie weisen auf den Rasbach und den Enzbach, zwei bestimmende Gewässer in der Gemarkung hin. Oben links befinden sich drei goldene Ähren auf rotem Grund; die Zahl drei verkörpert die drei Ortsteile Leimbach, Schlinkert und Weidendell. Der Eimer unten rechts bezieht sich auf die weitreichende Funktion und Bedeutung als Meierei und ist Sinnbild eines Abgabegefäßes. Die Grundfarben Silber und Rot weisen auf die luxemburgische Herrschaft Neuerburg hin, zu der Leimbach bis zum Ende des 18. Jahrhunderts gehörte.

## Sehenswürdigkeiten und Naherholung

### Ehemalige Bahnstrecke
Nahe Weidendell verlief die Bahnstrecke 3102 von Gerolstein bis Neuerburg. Mittlerweile wurde die Strecke in einen Radweg umgewandelt. Erhalten geblieben ist jedoch der Weidendell-Tunnel mit einer Länge von 125 m. Sehenswert sind heute vor allem noch die beiden Tunnelportale.

### Wandern/Naherholung
Die Region um Neuerburg ist aus touristischer Sicht besonders durch die zahlreichen Wanderwege attraktiv. Durch den Weiler Weidendell verlaufen mehrere Wanderwege. Nennenswert ist der Rundwanderweg 26 des Naturpark Südeifel mit einer Länge von rund 12 km. Sehenswert sind vor allem die Täler der Enz, des Grimbachs und des Emmelseifen-Bachs. Die Route führt zudem durch die Orte Ammeldingen und Plascheid.
In der Nähe von Weidendell, in Richtung Neuerburg, befinden sich zudem ein Campingplatz, ein Schwimmbad, eine Grillhütte und eine Ferienunterkunft.

## Verkehr
Es existiert eine regelmäßige Busverbindung.
Weidendell ist durch die Kreisstraße 58 erschlossen. Durch den Hauptort Leimbach verläuft die Landesstraße 10. Die Entfernung zur nächstgelegenen Stadt, Neuerburg, beträgt rund 4 km.